# Komisariat Straży Celnej „Szczawnica”

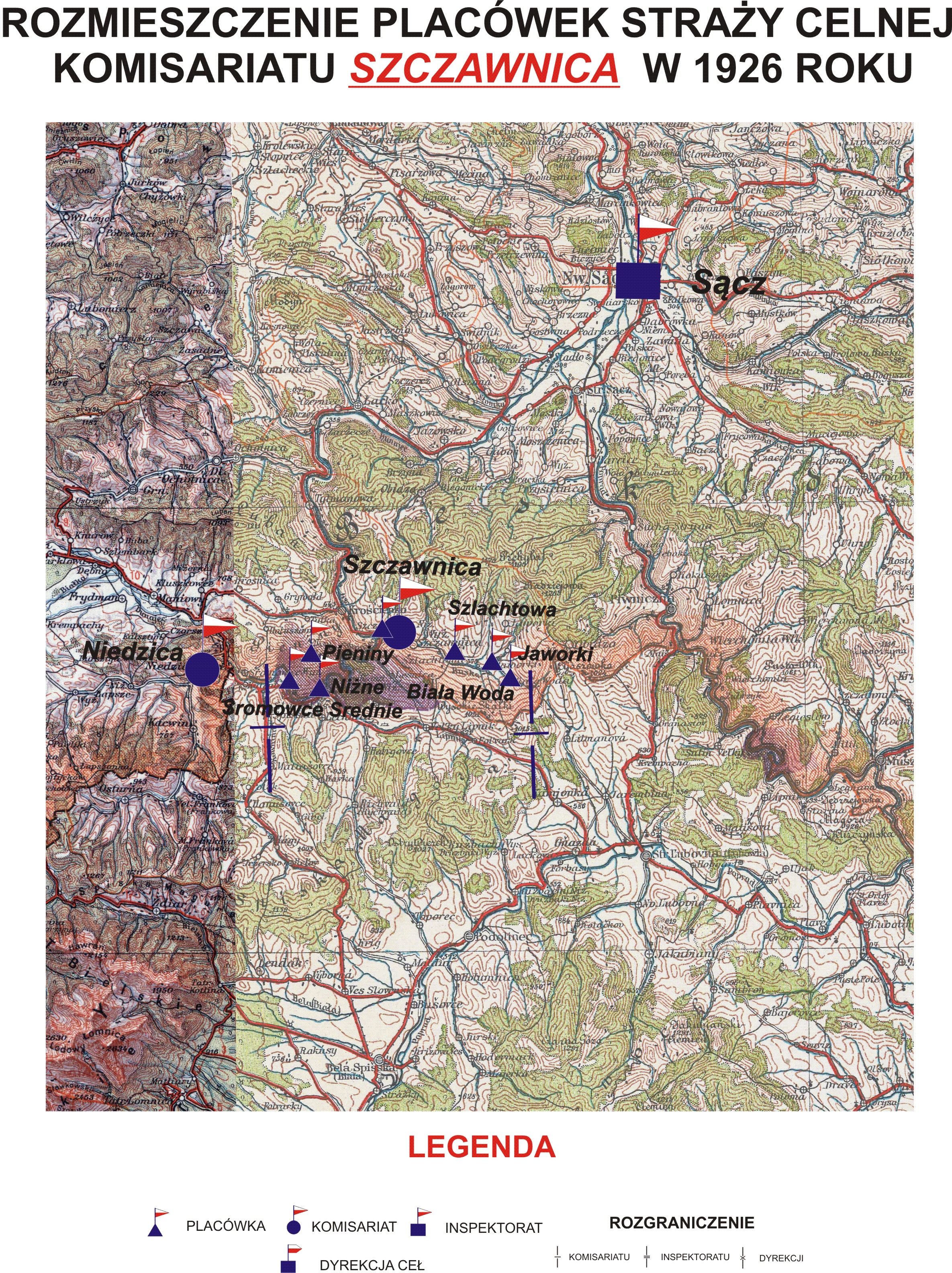
Rozmieszczenie placówek SC Komisariatu Szczawnica w 1926 r.

Komisariat Straży Celnej „Szczawnica” – jednostka organizacyjna Straży Celnej pełniąca służbę ochronną na granicy polsko-czechosłowackiej w latach 1921–1928.

## Formowanie i zmiany organizacyjne
Na wniosek Ministerstwa Skarbu, uchwałą z 10 marca 1920 roku, powołano do życia Straż Celną. Jednostki Straży Celnej rozpoczęły przejmowanie odcinków granicy od pododdziałów Batalionów Celnych. W 1921 roku w Szczawnicy stacjonował sztab 2 kompanii 8 batalionu celnego. Proces tworzenia Straży Celnej trwał do końca 1922 roku. Komisariat Straży Celnej „Szczawnica”, wraz ze swoimi placówkami granicznymi, wszedł w podporządkowanie Inspektoratu Straży Celnej „Sącz”.
W drugiej połowie 1927 roku przystąpiono do gruntownej reorganizacji Straży Celnej. W praktyce skutkowało to rozwiązaniem tej formacji granicznej. Rozporządzeniem Prezydenta Rzeczypospolitej Polskiej Ignacego Mościckiego z 22 marca 1928 roku w jej miejsce powoływano z dniem 2 kwietnia 1928 roku Straż Graniczną.
W drugiej połowie 1927 roku przystąpiono do gruntownej reorganizacji Straży Celnej. W praktyce skutkowało to rozwiązaniem tej formacji granicznej. Rozporządzeniem Prezydenta Rzeczypospolitej Polskiej Ignacego Mościckiego z 22 marca 1928 roku w jej miejsce powoływano z dniem 2 kwietnia 1928 roku Straż Graniczną.

## Służba graniczna
Sąsiednie komisariaty
- komisariat Straży Celnej „Niedzica”  ⇔ komisariat Straży Celnej „Piwniczna” − 1926

## Funkcjonariusze komisariatu
Obsada personalna w 1926:
- kierownik komisariatu – podkomisarz Jan Pawłowski
- pomocnik kierownika komisariatu – starszy przodownik Józef Ciepiela

## Struktura organizacyjna
Organizacja komisariatu w 1926 roku:
- komenda – Szczawnica
- placówka Straży Celnej „Biała Woda”
- placówka Straży Celnej „Jaworki”
- placówka Straży Celnej „Szlachtowa”
- placówka Straży Celnej „Szczawnica”
- placówka Straży Celnej „Pieniny”
- placówka Straży Celnej „Sromowce Niżne”
- placówka Straży Celnej „Sromowce Średnie”